# Francesco Loredan
Francesco Loredan (Venecija, 9. veljače 1685. – Venecija, 19. svibnja 1762.) bio je 116. dužd Mletačke Republike od 18. ožujka 1752. do svoje smrti 1762. godine. Bio je član bogate mletačke plemićke obitelji Loredan, te jedini dužd koji je od pape nagrađen Zlatnom ružom.

## Vladavina
Francesco Loredan izabran je za dužda 18. ožujka 1752. godine, ali vijest je objavljena 6. travnja, odgođena zbog Uskrsa. Do ovog trenutka, lik dužda izgubio je gotovo svu svoju moć i brzo se prilagodio ovoj novoj situaciji.
Prema povjesničaru Giacomu Naniju, Francesco se mogao suočiti s teretima pozicije dužda i obnašati svoju dužnost jer je njegova obitelj bila jedna od onih "prvorazrednih", odnosno "vrlo bogatih" obitelji. 1741. prijavio je prihode od gotovo 11 000 dukata; samo u 1758. potrošio je gotovo 43 000 za potrebe svoje pozicije dužda, a kad je umro, njegov je prihod i dalje premašivao 118 000 dukata. Tome su se pridružili vrlo opsežni obiteljski posjedi. Troškovi izbornih proslava često su pogrešno procijenjeni, čak i od suvremenika (1772. godine u loredanskim spisima govori se o 90 000 dukata, dok ih Samuele Romanin procjenjuje na oko 21 700). Preživjeli popis pojedinih predmeta, međutim, omogućuje nam da procijenimo troškove na nešto više od 38.600 dukata (od toga 2310 za orkestar, 7635 za osvježenje, 5800 darovanih narodu i 2140 za arsenalotte). Brojka za proslave čini se nevjerojatno velikom, a Romanin je procjenjuje da je ona mnogo veća od prethodnih duždeva i da je nisu nadmašili ni njegovi nasljednici. Unatoč tome, jedan od soneta sastavljen za tu prigodu požalio se na nedovoljne rezultate, rugajući se glazbi i tvrdeći da je "stroj" vatrometa imao pogrebne reference. Troškovi u prvoj godini njegove vladavine također su impresivni, potrošivši više od 117 000 dukata, uključujući 6250 potrošenih na krzna. Međutim, njegov stalniji interes od sebe samoga bilo je upravljanje obiteljskim imanjem. Osim poznate palače Santo Stefano, dvije zgrade u S. Stefanu i kuće u San Bassu, iz popisa crkvene desetine1739. godine i iz drugih izvora bilo je najmanje 76 kuća i trgovina u vlasništvu u raznim okruzima Venecije i Mazzorba. Mnogo je zgrada, poljoprivrednih zemljišta i polja bilo i u venecijanskom zaleđu (Marghera, Meolo), u Polesini (Canda, Anguillara Veneta, S. Martino di Venezze, Rovigo, Badia Polesine, Polesella) i na području Padove(Montagnana, Cittadella, Piove di Sacco, Altichiero), Trevisa (Monastier, Conegliano, Asolo), Vicenze (Noventa Vicentina) i Verone, Furlanije (Latisana) i Istre (Rovinj i Barban). Osobito su važne bile ville i zemljišta u Stra, Candi i Noventi Vicentini. Čini se da su ti posjedi, do 1755. godine u suvlasništvu s ujakom Giovannijem di Leonardom, bratom njegova oca, uglavnom potjecala od braka Francesce Barbarigo, 1620-ih, s Francescom Loredanom, Loredanovim pradjedom. Prema procjeni iz 1755. godine, bivše zemlje obitelji Barbarigo pridonosile su 11 000 dukata godišnje.

Razmetnog ali velikodušnog, na dvije slike Pietra Longhi opisao ga je kao "oca siromaha". Nije ga posebno zanimala kultura i imao je ograničenu knjižnicu koja je ukazivala samo na određenu zainteresiranost u umjetničkom polju. Osim što su ga portretirali manji slikari poput Bartolomea Nazzarija i Fortunata Pasquettija, dizajnirao je rekonstrukciju komercijalnih karata teritorija i država u Sala dello Scudo u Duždevoj palači i dao dovršiti portrete posljednjih četrdeset šest duždeva u Sali Scrutinio. Imao je i fresku Giuseppea Angelija, dio prvog kata obiteljske palače u S. Stefanu. Međutim, njegov stalniji interes od sebe samoga bilo je upravljanje obiteljskim imanjem, koje je u to vrijeme uključivalo brojne palače i goleme zemljišne posjede.
Jedno od najvećih pitanja domaće politike u to vrijeme bio je sukob između konzervativaca i reformatora. Potonji su željeli bitno reformirati Republiku i nastojali su stvoriti unutarnje reforme. Konzervativne skupine uspijevale su blokirati te planove i zatočile su ili protjerale reformističke vođe, poput Angela Querinija, važne ličnosti venecijanskog prosvjetiteljstva. Dužd nije želio pokazivati naklonost jednoj ili drugoj strani, pa je ostao potpuno pasivan i ograničio je svoju podršku na pobjedničku stranu, gubeći time šansu da promijeni sudbinu umiruće republike. Ometajući razvoj reformističkih ideja, vjerojatno je izazvao mali gospodarski procvat koji je započeo oko 1756. izbijanjem Sedmogodišnjeg rata. Neutralnost Republike u to je doba trgovcima omogućavala da trguju na golemim tržištima bez konkurenata. Francuski poraz čak je omogućio Veneciji da postane najveće tržište istočnih začina.
Zanimljivo je da je Francesco 1752. godine Palazzo Loredan dell'Ambasciatore ponudio kao rezidenciju veleposlanika Svetog Rimskog Carstva, a prvi carski veleposlanik koji je ondje živio bio je grof Philip Joseph Orsini-Rosenberg. Godine 1759. papa Klement XIII. Loredanu je dodijelio Zlatnu ružu, postavši prvi i jedini dužd koji je dobio nagradu.
U jednom trenutku dužd, koji je do tada bio star i umoran, izgledao je kao da će umrijeti, ali se oporavio i živio još godinu dana, sve do svoje smrti 19. svibnja 1762. Pogreb se održao 25. svibnja, a pokopan je u Bazilici svetog Ivana i Pavla, u grobnici Leonarda Loredana. Sprovod je koštao impresivnu svotu od oko 18.700 dukata, a platio ga je Francescov brat Giovanni.
Zanimljivo je da je slavni autor i avanturist Giacomo Casanova bio zatvoren u zloglasnim odajama pod vlašću Francesca Loredana 1755. zbog sumnjivih aktivnosti, iz kojih je uspio spektakularno pobjeći.